# Scaurus (Gattung)
Scaurus  ist eine Käfergattung aus der Familie der Schwarzkäfer. Sie ist in Europa mit zehn Arten, weltweit etwa mit etwa dreißig Arten vertreten.
Der Gattungsname Scaurus  ist von altgriechisch σκαῦρος ‚mit herausstehenden Knöcheln, mit gespreizten Beinen‘ hergeleitet und bezieht sich auf den Bau der Vorderbeine.
|             |              |
| A: von oben | B: von unten |

|             |               |
| C: von vorn | D: von hinten |

## Merkmale des Käfers
Die Tiere sind schwarz, können aber hell oder bläulich bereift sein. Das Männchen hat kräftigere Beine und einen breiteren Halsschild als das Weibchen. Die Vorderbeine sind bei Männchen und Weibchen verschieden ausgebildet.
Der Kopf ist länger als breit. Er behält hinter den Augen nur kurz seine Breite bei, dahinter ist er halsförmig abgeschnürt. Das Endglied des Kiefertasters ist länglich eiförmig und nicht beilförmig verbreitert. Die fadenförmigen bis perlschnurartigen Fühler bestehen aus elf Gliedern und entspringen unter einer Erweiterung der Wangen. Gegen Ende können sie sich wenig verdicken. Je nach Art erreichen sie zurückgelegt den Hinterrand des Halsschildes nicht oder überragen ihn wenig. Das erste Fühlerglied ist umgekehrt kegelförmig, das zweite Fühlerglied klein und kugelig, das dritte fast so lang wie die beiden folgenden. Die folgenden Glieder sind alle etwa gleich umgekehrt kegelförmig, nur das Endglied ist verlängert und zugespitzt.
Der große Halsschild ist seitlich stark gerundet, vorn und hinten abgestutzt und hinten etwas schmaler als vorn. Er ist im Verhältnis zu den Flügeldecken auffallend groß. Er schließt nicht dicht an die Flügeldecken an, sondern ist durch einen stark punktierten, rumpfförmigen Abschnitt von diesen abgesetzt.
Die Flügeldecken sind an der Naht miteinander verwachsen und gemeinsam eiförmig. Sie tragen in der Regel drei deutliche vollständige oder verkürzte Längsrippen. An der Schulter entspringt als mittlere die Humeralrippe, zwischen dieser und der Naht liegt die Dorsalrippe, nahe dem seitlichen Absturz der Flügeldecke befindet sich die Pleuralrippe  (Abb. 2). Zwischen der Naht und der Dorsalrippe liegen vier Punktstreifen, ebenso zwischen der Dorsal- und Humeral- sowie zwischen Humeral- und Pleuralrippe. Seitlich der Pleuralrippe liegen sechs weitere Punktstreifen.
Die Beine sind kräftig, die Schenkel der Vorderbeine sind beim Männchen verdickt und nach vorn mit einem kräftigen, nach außen gekrümmten Vorderzahn bewehrt (Abb. 2 A). Beim Weibchen ist dieser Zahn dreieckig und steht senkrecht von der Schenkelkante ab. Auf der Unterseite ist der Schenkel gefurcht, die Furche verbreitert sich zur Schiene hin (Abb. 2 B). Je nach Art und Geschlecht befindet sich dem Vorderzahn gegenüber und durch die Furche getrennt ein kleinerer Hinterzahn. Ein weiterer Zahn oder Buckel kann sich an den verdickten Vorderschienen der Männchen befinden (Abb. 2 C, D). Seine Form und Lage haben taxonomische Bedeutung. Die Tarsen der Hinterbeine sind viergliedrig, die übrigen Tarsen fünfgliedrig. Alle Tarsen tragen auf der Unterseite seitlich je eine Reihe sehr kurzer, stacheliger Borsten, dazwischen sind sie leicht nach innen gewölbt.

## Bestimmungsmerkmale der Arten
Zur Unterscheidung der Arten werden herangezogen:
- Die Fühler, insbesondere die Form des Endgliedes und das Verhältnis Länge:Breite des dritten Fühlergliedes
- Verlauf und Grad der Ausbildung der Rippen und Punktreihen der Flügeldecken
- Ausbildung der Zähne am Vorderschenkel und an der Vorderschiene
- Punktur des Halsschildes und Ausbildung des Halsschildrandes

## Biologie
Die Arten der Gattung sind dämmerungs- oder nachtaktiv und verbergen sich tagsüber unter Steinen. Sie bewegen sich träge. Der größte Teil der Arten kommt in mediterranem Klima vor, nur vier Arten sind streng an Wüstenklima gebunden. Mehrere Arten werden in Höhen über zweitausend Meter gefunden, die meisten Arten leben jedoch zwischen 0 und 1000 Meter hoch.
In Spanien untersuchte Arten konnte man im Frühjahr und Frühsommer finden. Arten der Gattung wurden sowohl im Buschland als auch in Salzwiesen gefangen. Die Tiere ernähren sich von pflanzlichem und tierischem Detritus und können in Köderfallen gefangen werden.
Die bei den Schwarzkäfern verbreitete Abwehr- und Verteidigungsstrategie durch Ausscheiden von Duftstoffen aus Drüsen am Hinterleib ist auch bei den untersuchten Arten von Scaurus zu beobachten. Die Duftstoffe werden als Flüssigkeitstropfen ausgeschieden. Die chemische Zusammensetzung der Duftstoffe wies bei der untersuchten Art Scaurus aegyptiacus über fünfzig verschiedene Komponenten auf.

## Verbreitung
Die Gattung  ist innerhalb Europas um das Mittelmeer mit Schwerpunkt im Südwesten und mit Ausnahme des Balkans und Kleinasien verbreitet. Die Arten zeigen verschiedene Verbreitungstypen (nordwestmediterran, Sahara-mediterran, maghrebisch, iberisch und weitere). Von besonderem Interesse ist das nördliche Algerien mit dem Grenzgebiet und dem anschließenden Teil von Marokko. In diesem Gebiet, in dem über zehn verschiedene Arten der Gattung existieren, überschneiden sich die Ostgrenzen und die Westgrenzen der Verbreitungsgebiete verschiedener Arten. Ein weiterer interessanter Aspekt ist der hohe Anteil an endemischen Arten. Von den zweiundzwanzig marokkanischen Arten und Unterarten sind beispielsweise die Hälfte endemisch. Das Verbreitungsgebiet von Scaurus puncticollis fällt aus dem Rahmen, weil die Art nicht nur in Marokko, sondern auch im Iran gefunden wurde.

## Europäische Arten
- Scaurus aegyptiacus
- Scaurus atratus
- Scaurus punctatus
- Scaurus puncticollis
- Scaurus rugulosus
- Scaurus striatus
- Scaurus tingitanus
- Scaurus tristis
- Scaurus uncinus
- Scaurus vicinus[1]